# Isla Don Martín
La Isla Don Martín, también conocida como Islote Don Martín o Isla San Martín, es una isla perteneciente al Perú situada en el océano Pacífico, frente al litoral del departamento de Lima. Se encuentra ubicada a un kilómetro al suroeste de la punta Vegueta y presenta una superficie de aproximadamente 16,50 hectáreas. La isla posee gran importancia por ser un depósito de guano y ser el hábitat de numerosas especies de aves marinas, que han encontrado en la isla Don Martín una zona de alimentación, reproducción y descanso. Por tal motivo, en el 2009 la isla quedó protegida por ley dentro de la Reserva nacional Sistema de Islas, Islotes y Puntas Guaneras, una reserva natural que protege y conserva muestras representativas de la diversidad biológica de los ecosistemas marino-costeros del Perú. 

## Descripción geográfica
La isla Don Martín se halla bajo la influencia de las aguas frías de la corriente de Humboldt y se localiza en torno a los 11º 01’ de latitud S y los 77° 40’ de longitud O. La mayor altitud de la isla alcanza 50 metros sobre el nivel del mar. Tiene aproximadamente 800 m de longitud, en sentido norte-sur, y 200 m de anchura máxima de este a oeste. El color blanquecino que presenta la isla, es el resultado de la mezcla de las capas de guano y la erosión de la superficie rocosa.
La isla Don Martín de forma trapezoidal y relieve casi plano, presenta por el lado suroeste unas pequeñas formaciones rocosas y por el lado este existe una zona conocida como La Península, que es un espacio donde además de encontrarse un muelle, se sitúan también espacios en los cuales se aloja un contingente de operarios que arriban a la isla en la época de extracción del guano. 

## Diversidad biológica
La isla Don Martín constituye un importante punto biogeográfico, en cuanto a lugares de reproducción, para algunas especies de aves marinas como el piquero peruano (Sula variegata) y el pingüino de Humboldt (Spheniscus humboldti).  Asimismo, se puede observar otras especies de aves como el guanay (Phalacrocorax bougainvillii), la chuita (Phalacrocorax gaimardi), el cushuri (Phalacrocorax brasilianus), pelicano peruano (Pelecanus thagus), zarcillo (Larosterna inca), gaviota peruana (Larus belcheri), gaviota dominicana (Larus dominicanus), gaviota gris (Larus modestus), gaviota capucho gris (Larus cirrocephalus), gaviota de Franklin (Larus pipixcan), gallinazo cabeza roja (Cathartes aura), zambullidor (Podiceps major), etc. 
El mundo submarino de la isla Don Martín muestra un impresionante paisaje y mucha vida, donde los peces e invertebrados son los grupos taxonómicos más representativos. Las especies más abundantes de peces está representada por el pejesapo (Gobiesox marmoratus), machete (Ethmidium maculatum), lorna (Sciaena deliciosa), etc. Los invertebrados entre moluscos y crustáceos se encuentran el caracol turbante (Tegula atra), concha de abanico (Argopecten purpuratus), almeja (Semele corrugata), chorito (Semymitilus algosus), cangrejo peludo (Cancer setosus), caracol luna (Natica caneloensis), lapa (Fisurella crassa), cangrejito (Pilumnoides perlatus), barquillo (Chiton cumingsii), etc.
Por otro lado, en el grupo de mamíferos marinos se han registrado 2 especies: la nutria marina (Lontra felina) y el lobo chusco sudamericano (Otaria flavescens), una especie de lobo marino que pertenece a la familia Otariidae.